# Aeroportul Lake Placid
Aeroportul Lake Placid (IATA: LKP, ICAO: KLKP, FAA LID: LKP) este un aeroport din New York, Statele Unite ale Americii ce deservește zona Lake Placid. Aeroportul a fost tranzitat în 2019 de 54 de pasageri. A fost numit după zona deservită.
Situat la o altitudine de 532 m, aeroportul dispune de 1 pistă.

## Infrastructură

### Piste
Aeroportul dispune de o singură pistă. Pista 14/32 are suprafața de asfalt și dimensiunile 4.196 picioare × 60 picioare. 